# بنو نمير (قبيلة)
بنو نمير قبيلة عربية هوازنية عدنانية وهم بطن من بنو عامر بن صعصعة، وهم أبناء نمير بن عامر بن صعصعة. وهم أحد جمرات العرب وهي القبائل التي لم تدخل في أي تحالف.

## أنسابهم

### نسبهم
هم بنو نمير بن عامر بن صعصعة بن معاوية بن بكر بن هوازن بن منصور بن عكرمة بن خصفة بن قيس عيلان بن مضر بن نزار بن معد بن عدنان.

### أبناء نمير بن عامر
- ضنّة
  - بطونهم غير مشهورة.[3]
- كعب
  - بطونهم غير مشهورة كذلك.
- عامر
  - بطونهم غير مشهورة كذلك.
- قيس[2]
- الحارث
  - وفيه شرف بني نمير.

ومن بني الحارث بن نمير:

##### أ) عبد الله بن الحارث،
وفيه السيادة ومن مشاهيرهم
- الراعي النميري الشاعر، وهو عبيد بن حصين بن جندل ابن قطن بن ربيعة بن عبد الله بن الحارث بن نمير

- همّام بن قبيصة بن مسعود ابن عمير بن عامر بن عبد الله بن الحارث بن نمير، قتل يوم مرج راهط؛ وكان سيد قومه في زمانه

##### ج) جعونة بن الحارث.
ومن مشاهيرهم:-
- قيس بن عاصم ابن أسيد بن جعونة بن الحارث بن نمير، وفد على رسول الله- صلى الله عليه وسلم-؛ وهو غير قيس بن عاصم المنقري التميمي .

- أبان بن عبد الرحمن بن بسطام، قتل مع أبي هبيرة بواسط.

- وشريك بن خباشة:[5] من بني عمرو بن عامر بن عبد الله بن الحارث بن نمير، الذي يقال إنه دخل في جب بالشأم يقال له القلب؛ فبلغ إلى الجنّة، وأتى منها بورقة خضراء من شجرة تين، توارى الرجل كلّه، ويجمعها المرء في كفه؛ فصار شعار بني نمير من ذلك الوقت: «يا خضراء!» وكان شعار بني عامر: «يا جعد الوبر!»

## جمرة العرب
وقد قال الراعي النميري يهاجي جرير:

## حروبهم

### يوم فيف الريح
وهو يوم بين بني عامر بن صعصعة والحارث بن كعب، وسببه أَنّ بني عامر كانت تطلب بني الحارث بن كعب بأوتار كثيرة، اشتركت بنو النمير فيه.

### حملة بغا الكبير
كان بعض بادية بني النمير مفسدين وتعرضوا كثيرًا للأرياف وأغاروا على الناس وعلى اليمامة وما قرب منها فاضطر الخليفة العباسي الواثق بالله لإرسال بغا الكبير الذي قتل ونكل بهم وأسر العديد منهم.

## ارتحال بني نمير إلى الشام
بدأت هجرة بني نمير من الجزيرة العربية في الثلث الأول من القرن الرابع الهجري وقد ذكر ماكس أوبنهايم في كتابه البدو التالي:-
| ” | كان بنو نمير أول من عبر الفرات من القبائل الشقيقة لكلاب المذكورة أعلاه. عام 331هـ/942-943م ، كان هؤلاء في منطقة الخابور الأوسط وعلى البليخ ، حيث قدموا إلى هناك بدعوة من حكام محليين طلبوا مساعدتهم في قتال بعضهم بعضاً. بعد وقت قصير ، تبعهم العقيل والقشير ، ربما في سياق حملة تأديبية كبيرة قام بها سيف الدولة ، أمير حلب الحمداني الشهير، ضد القيسيين في حزيران من عام 955م ، وقادته من حلب إلى ما وراء تدمر في سبعة أيام. بعد عقود من ذلك ، تحددت الصورة النهائية لمناطق انتشار القبائل في الجزيرة ، فاختار بنو نمير القسم الغربي من البليخ ، والعقيل القسم الشرقي حول نصيبين. أما في الشتاء ، فكانت القبيلتين تسيران كلتاهما نحو الجنوب ، فتمر بنو نمير عبر الرقة مواكبة مجرى الفرات النازل ، وتجتاز عقيل الجزيرة بالعرض في طريقها إلى العراق. بقي أمراء النميريين في بداياتهم على الأقل شأنهم في ذلك شأن أمراء العقيليين ، بدواً أقحاحاً ، رغم المنزلة التي احتلوها. لذلك سكنوا السهب بين قبائلهم ولم يقصدوا المدن إلا من أجل القيام بالواجبات الحكومية. أما سندهم السياسي فكان بني مرداس في حلب ، الذين ربطتهم بهم علاقات مصاهرة ، واعترفوا مثلهم (ومثل المروانيين) بخليفة القاهرة الفاطمي سيداً أعلى لهم. مع سقوط السلالتين (النميريين عام 1081م- والعقيليين عام 1096م) فقدت قبيلتاهما أيضاً ، بنو نمير وعقيل ، أهميتهما . ترجع آخر الأخبار التي وصلتنا عنهما من العصر الوسيط إلى العقد الأول من القرن الثاني عشر، حين اقتصر وجود بني نمير على البليخ ، وانحلت قبيلة عقيل تماماً. أما العشيرة القيادية عبادة فقد هاجر الجزء الأكبر منها إلى العراق، وانكفأ قسم صغير منها على نفسه وانسحب إلى البليخ ، حيث لا نزال نعثر اليوم أيضاً على عبادة ونمير ، بوصفهما فخذين من الجيس. يفترض هذا ، أنه كان لا يزال في العصور الوسطى المتأخرة بقايا من مهاجري الإسلام الأول ، حافظت على اسم قيس القديم (جيس) ، واستطاعت استيعاب القبيلتين في صفوفها. هذه الفرضية يؤكدها تركيب الجيس الراهن ، فهي تضم ، إلى جانب عبادة ونمير ، أسد وعجل ، المنحدرين من أصول ليست قيسية ، لكنهما منتميان إلى أوائل المهاجرين المسلمين . يبدو كذلك أن أخلافاً لأقدم قيسيي بلاد الرافدين يعيشون بين قبيلتيّ السيالة وبني يوسف. | “ |

### الصلح الصليبيين
تذكر كتب التاريخ ان بني النمير بقيادة شبيب بن وثاب تصالحوا مع الصليبين

## بنو نمير الآن
اندمجوا في أحلاف قيسية وهاجروا إلى تركيا وبقي منهم قلة هناك تقيم الغالبية منها في أضنة ، والباقي منهم يعيش في قرى غزالة في أورفة وفي أنطاكية ولواء اسكندرون

## اعلام
- ابن تيمية: وهو نميري من بقية بني النمير الذين هاجروا للشام والعراق

- أبو المرهف النميري
- الراعي النميري
- زياد النميري
- أبو حية النميري
- ابن الحاج النميري
- أبو عبد الله السنبسي
- عمر بن شبة
- يحيى بن نفير